# Rượu và ung thư

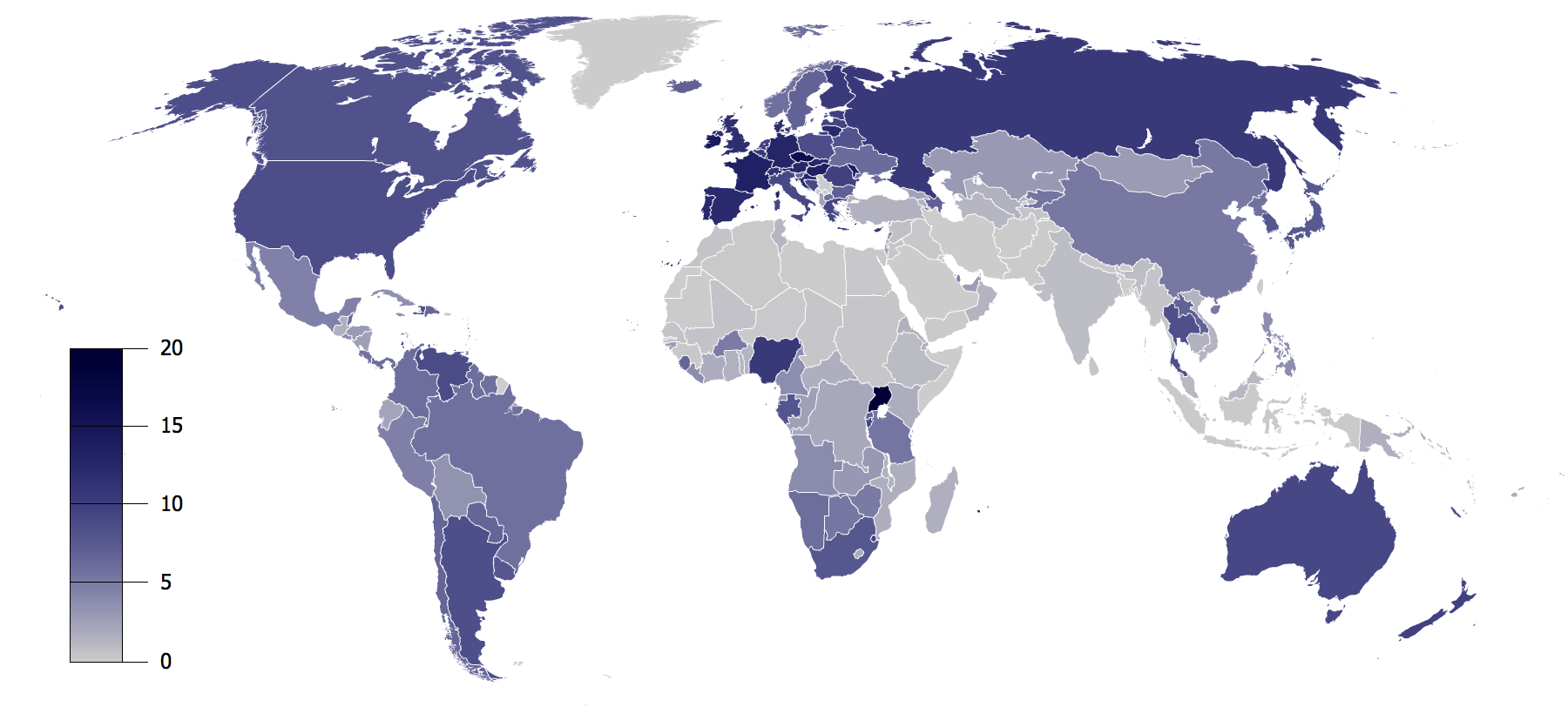
Tổng lượng cồn tiêu thụ trên bình quân đầu người (15+), tính theo đơn vị lít.

Đồ uống có cồn được phân loại bởi Cơ quan Nghiên cứu Ung thư Quốc tế (IARC) là nhóm chất gây ung thư số 1 (chất gây ung thư cho người). IARC còn phân loại lượng tiêu thụ đồ uống có cồn là nguyên nhân gây ung thư vú, ung thư đại trực tràng, ung thư thanh quản... và ung thư đầu-cổ.
3.6% trong tổng số ca ung thư và 3.5% trong tổng số ca tử vong do ung thư trên toàn cầu đều là do tiêu thụ rượu (còn có tên gọi chính thức là etanol).